# Park Ye-eun
Ye-eun Park (em coreano: hangul: 박예은; hanja: 朴譽恩; romaniz.: Romanização revisada: Bak Ye-eun; McCune-Reischauer: Pak Yeŭn; nascida em Goyang, Gyeonggi, Coreia do Sul, em 26 de março de 1989), mais frequentemente creditada na carreira musical apenas como Ye-eun (em coreano: hangul: 예은; hanja: 譽恩; romaniz.: Romanização revisada: Ye-eun; McCune-Reischauer: Yeŭn), ou ainda pelo nome artístico HA:TFELT (em coreano: hangul: 핫펠트;; romaniz.: Romanização revisada: Hatpelteu; Hatp'elt'ŭ), é uma cantora, atriz e compositora sul-coreana. É popularmente conhecida por ter sido integrante do grupo feminino Wonder Girls. Realizou sua estreia como solista em julho de 2014 com o extended play Me?.

## Carreira

### 1989—2007: Começo da vida e estreia

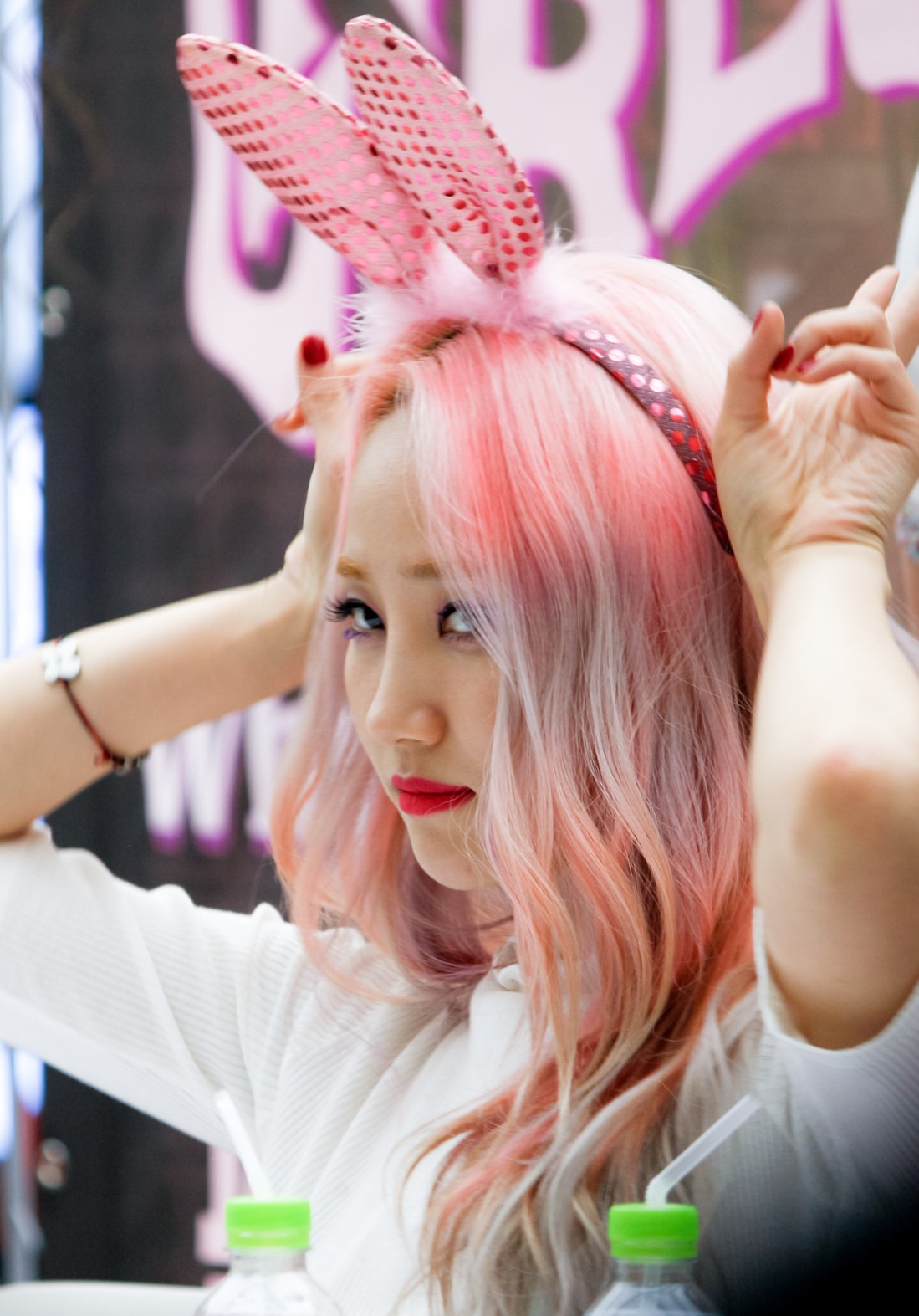
YeEun em uma sessão de autógrafos em julho de 2016.

Park Ye Eun nasceu em 26 de maio de 1989, em Goyangi, Gyeonggi, na Coreia do Sul. Ela é a irmã do meio em sua família, cresceu muito próxima de sua irmã mais velha e de seu irmão mais novo, como seus pais são pastores, ela sempre compareceu a igreja que serviu de ajuda para ela descobrir sua paixão por cantar. Foi durante um concerto da igreja com a música "Little Drummer Boy" que ela descobriu sua paixão por cantar.
Ela começou a aprimorar seus vocais e ir em audições. No fim de 2006, seu sonho se tornou realidade, após ter sido rejeitada várias vezes nas audições passadas da JYP Entertainment, ela foi finalmente aceita para a empresa durante o primeiro reality show das Wonder Girls, antes da estreia do grupo, e depois de um período de treinamento de apenas três meses, YeEun conseguiu estrear como vocalista principal dos cinco membros das Wonder Girls em fevereiro de 2007.

### 2007—presente: Wonder Girls e solo
Em 2007, Yeeun debutou nas Wonder Girls com o single "Irony", Yeeun é muito conhecida não só por sua voz mas também por suas composições, ela escreveu uma canção para o drama Dream High 2, que foi lançada em 14 de fevereiro de 2012. Ela teve uma participação especial no drama logo após o lançamento, para apresentar a canção.
Em 2014, durante o hiatus do grupo, Yenny fez sua estreia como solo pelo seu nome de compositora "HA:TFELT" (uma mistura das palavras em inglês "hot" e "heartfelt") e seu mini-álbum de estreia, Me?, foi lançado em julho, junto com o videoclipe do single "Ain't Nobody".

## Discografia

### Discografia coreana
- 2014: Me?

### Colaborações e Trilhas Sonoras
| Ano  | Álbum                                   | Artista                         | Canção                         |
| ---- | --------------------------------------- | ------------------------------- | ------------------------------ |
| 2007 |                                         | Shorty & Jay Park               | "Jeong"                        |
| 2007 |                                         | 8Eight                          | "The First"                    |
| 2007 |                                         | 8Eight & Sunye & Pdogg          | "Sai"                          |
| 2008 |                                         | Vários artistas                 | "Cry With Us"                  |
| 2008 |                                         | Vários artistas                 | "I Love Asia"                  |
| 2008 |                                         | H-Eugene                        | "Baby I Love You"              |
| 2010 |                                         | San E                           | "놀자 (Let's Play)"            |
| 2010 |                                         | JYP Nation                      | "This Christmas"               |
| 2013 |                                         | Leo Kekoa                       | "줄수있어 (I Can Give)"        |
| 2013 | "So Good"                               | Leo Kekoa                       |                                |
| 2013 |                                         | Rhythmking, Bumkey e Shorry J   | "Think About You"              |
| 2014 | Full Moon                               | Sunmi                           | "If That Was For You"          |
| 2014 |                                         | GAEKO e Zion.T                  | "No makeup"                    |
| 2015 |                                         | Joo Hyo                         | "There Must Be"                |
| 2015 |                                         | Vários artistas                 | "One Dream One Korea"          |
| 2016 |                                         | Babylon                         | "Rainy Street"                 |
| 2016 |                                         | Younha feat Cheetah             | "Get It ?"                     |
| 2017 | Cross Country OST Part.1                |                                 | "Thru The Sky"                 |
| 2017 | Cross Country OST Part.4: The Last Song | com Suran, Kim Bo Hyung e Hanna | "크로스컨트리 (Cross Country)" |

### Composições
| Ano  | Álbum                                                                                    | Canção                                                                                            | Notas |
| ---- | ---------------------------------------------------------------------------------------- | ------------------------------------------------------------------------------------------------- | --- |
| 2008 | Lançamento não oficial - Lançado em: 26 de julho de 2008                                 | "For Wonderful"                                                                                   | Apresentado durante um encontro de fãs do Wonder Girls                                                                        |
| 2008 | The Wonder Years: Trilogy - Artista: Wonder Girls - Lançado em: 30 de setembro de 2008   | Faixa 04. "Saying I Love You"                                                                     | |
| 2011 | Lançamento não oficial - Lançado em: 17 de setembro de 2011                              | "Smile"                                                                                           | Postado na conta do Wonder Girls no YouTube                                                                                   |
| 2011 | Wonder World - Artista: Wonder Girls - Lançado em: 7 de novembro de 2011                 | Faixa 01. "G.N.O (Girls Night Out)"                                                               | |
| 2011 | Wonder World - Artista: Wonder Girls - Lançado em: 7 de novembro de 2011                 | Faixa 04. "Me, In"                                                                                | Versão original por Shin Jung-hyeon                                                                                           |
| 2012 | Dream High 2 OST Parte 3 - Lançado em: 14 de fevereiro de 2012                           | Faixa 01. "Hello To Myself"                                                                       | |
| 2012 | Wonder Party - Artista: Wonder Girls - Lançado em: 3 de junho de 2012                    | Faixa 01. "R.E.A.L"                                                                               | |
| 2012 | Wonder Party - Artista: Wonder Girls - Lançado em: 3 de junho de 2012                    | Faixa 04. "Girlfriend"                                                                            | |
| 2012 | Lançamento não oficial - Artista: Wonder Girls - Lançado em: 5 de setembro de 2012       | "Stay Together"                                                                                   | Apresentado primeiramente no 2012 iHeartRadio Concert                                                                         |
| 2013 | So Good - Artista: Leo Kekoa - Lançado em: 20 de junho de 2013                           | "So Good"                                                                                         | Co-escrita com Leo Kekoa e Beenzino                                                                                           |
| 2014 | Full Moon - Artista: Sunmi - Lançado em: 17 de fevereiro de 2014                         | Faixa 06. "그게 너라면 (If That Was You)" Faixa 07. "그게 너라면 (If That Was You) (feat. Yeeun)" | A faixa 7 é uma faixa bônus da versão física.                                                                                 |
| 2015 | Lançamento não oficial - Artista: Joo Hyo - Lançado em: 24 de fevereiro de 2015          | "There Must Be"                                                                                   | Co-escrita com Joo Hyo |
| 2015 | Reboot - Artista: Wonder Girls - Lançado em: 03 de agosto de 2015                        | Faixa 01. "Baby Don't Play" Faixa 07. "One Black Night" Faixa 12. "이 순간" (Remember)            | - "Baby Don't Play" e "이 순간 (Remember)" foram co-compostas com Hong Ji-Sang - "One Black Night" foi co-composta com Frants |
| 2016 | Get It? - Artista: Younha ft. HA:TFELT & Cheetah(치타) - Lançado em: 12 de junho de 2016 | "Get It?"                                                                                         | Seção de Rap escrita por Cheetah (치타)                                                                                       |
| 2016 | Why So Lonely - Artista: Wonder Girls - Lançado em: 05 de julho de 2016                  | Faixa 03. "Sweet & Easy"                                                                          | - Co-escrita com Yubin - Co-composta com Hong Ji-Sang                                                                         |
| 2017 | "Draw Me" - Artista: Wonder Girls - Lançado em: February 10, 2017                        | "Draw Me"                                                                                         | - Co-escrita com Yubin - Co-composta com Yubin                                                                                |
| 2017 | "Cross Country OST Part.1" - Artista: HA:TFELT - Lançado em: 12 de março de 2017         | "Thru The Sky"                                                                                    | |
| 2017 | "Cross Country OST Part.4" - Artista: HA:TFELT - Lançado em: 09 de abril de 2017         | "Cross Country"                                                                                   | Performada com Kim Bo-hyung SPICA e Suran                                                                                     |
| 2017 | "Signal" - Artista: TWICE - Lançado em: 15 de maio de 2017                               | "Only You"                                                                                        | |

## Filmografia

### Aparições em vídeos musicais
| Ano  | Título da canção           | Artista         | Papel     |
| ---- | -------------------------- | --------------- | --------- |
| 2008 | "Cry With Us"              | Vários artistas | Ela mesma |
| 2008 | "I Love Asia/ Smile Again" | Vários artistas | Ela mesma |
| 2010 | "This Christmas"           | JYP Nation      | Ela mesma |

### Televisão
| Ano  | Título         | Papel                                                   | Rede de TV |
| ---- | -------------- | ------------------------------------------------------- | ---------- |
| 2011 | KBS Music Bank | Co-apresentadora juntamente com Sohee & Minho do SHINee | KBS        |

### Cinema
| Ano  | Título             | Papel                 |
| ---- | ------------------ | --------------------- |
| 2010 | The Last Godfather | Participação especial |
| 2012 | The Wonder Girls   | Ela mesma             |
| 2012 | Dream High 2       | Participação especial |